# Kegljanje
Kegljanje je tako moštveni kot individualni šport, pri katerem se podira keglje. Spada med dvoranske športe. V Evropi, kjer je najbolj razvit, je okoli 130 000 registriranih igralcev.

## Zgodovina kegljanja v Sloveniji
Kegljanje je najtrofejnejši slovenski šport. Slovenski kegljači so bili prvi slovenski športniki, ki so osvojili naslov svetovnih prvakov po osamosvojitvi Slovenije.

## Znani slovenski kegljači
- Marika Kardinar-Nagy
- Pavle Serša